# Batocnema africanus
Batocnema africanus is een vlinder uit de familie van de pijlstaarten (Sphingidae). De wetenschappelijke naam van de soort werd in 1899 gepubliceerd door William Lucas Distant.